# Monday.com
monday.com è un’applicazione web e mobile per il team management. Dal 2019 l’azienda annovera tra i suoi clienti più di 80.000 organizzazioni, da oltre 200 tipologie di mercati differenti, la maggior parte delle quali non specializzate nel campo delle tecnologie informatiche. Forrester, Inc. riporta che “monday.com eccelle nella gestione delle attività lavorative, offrendo capacità di monitoraggio e pianificazione altamente flessibili”. Nel luglio del 2019 monday.com ha raccolto $150 milioni in nuovi investimenti, sulla base di una valutazione complessiva di $1,9 miliardi.

## Storia
Il prodotto nasce nel 2010 come strumento ad uso interno della società israeliana Wix.com. Nel febbraio 2012 lascia Wix per diventare un’azienda separata chiamata daPulse, con Roy Mann, ex dipendente Wix, in qualità di amministratore delegato. Nell’agosto di quell’anno raccoglie $1,5 milioni in finanziamenti iniziali.
Nel giugno 2016, l’azienda annuncia la chiusura di un primo round di investimento da $7,6 milioni guidato da Genesis Partners, con la partecipazione di Entrée Capital, già presente fin dai primi finanziamenti.
Nell'aprile 2017, la società raccoglie $25 milioni. Questo secondo round è condotto da Insight Venture Partners, società con sede a New York, e dai precedenti investitori, Entrée Capital e Genesis Partners.
Nel novembre 2017, daPulse cambia il nome del brand in monday.com.
Nel luglio 2018 raccoglie $50 milioni in un terzo round di investimento guidato da Stripes Group, società di capitali con sede a New York, seguita dai precedenti investitori, Insight Venture Partners ed Entrée Capital.
Nel luglio 2019, la società annuncia la chiusura di un quarto round da $150 milioni, portando gli investimenti totali a $234,1 milioni. Quest’ultima tornata è invece condotta da Sapphire Ventures, società di capitali con sede nella Silicon Valley, con la partecipazione inoltre di Hamilton Lane, HarbourVest Partners, ION Crossover Partners e Vintage Investment Partners.

## Il prodotto
Il prodotto è una piattaforma web ed applicazione mobile basata su cloud, pensata per gestire attività, compiti, clienti, tracciare progetti, scadenze, e ottimizzare la collaborazione dei team di lavoro. Il prodotto è personalizzabile e soddisfa diverse esigenze e business operations, tra cui ricerca e sviluppo, risorse umane, marketing, vendite, product e customer management.

## API
monday.com utilizza le API versione REST in JSON. Supportano richieste Cross-Origin Resource Sharing (CORS) e usano i Token API per l'autenticazione. La seconda ed ultima versione delle API di monday.com è sviluppata in GraphQL.